# Zentis
Zentis GmbH & Co. KG med hovedkvarter i Aachen er en tysk fødevareproducent.
Under mærket Zentis markedsfører de marmelade, konfekture og nøddecreme.
I 2022 havde Zentis ca. 1.980 ansatte og en omsætning på 711 mio. euro Zentis blev etableret i 1893 af Franz Zentis som en kolonialhandel og fødevarevirksomhed.